# HP LaserJet

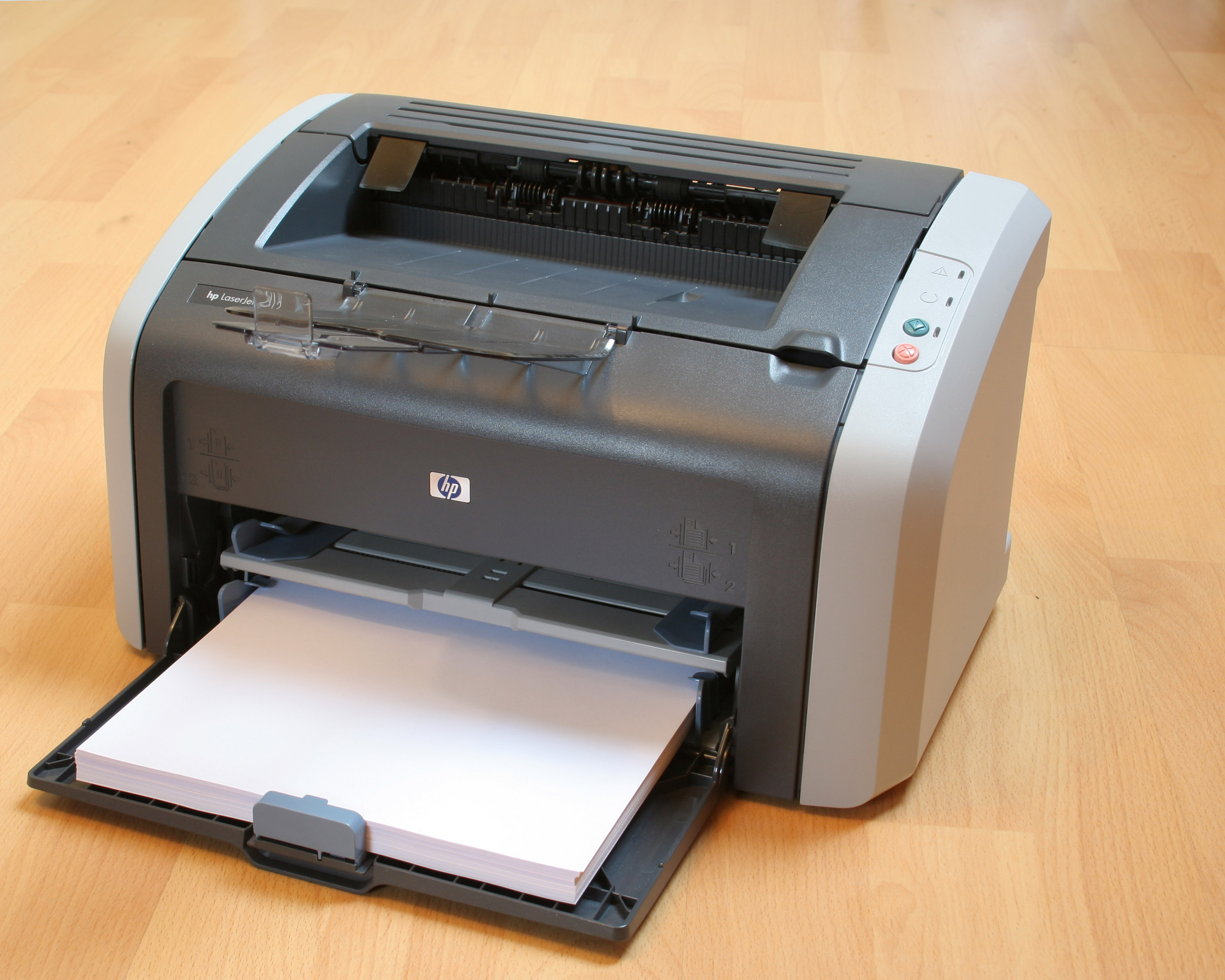
Бюджетный принтер HP LaserJet 1012

HP LaserJet — серия лазерных принтеров, которые выпускает компания Hewlett-Packard (HP). 

## Технология

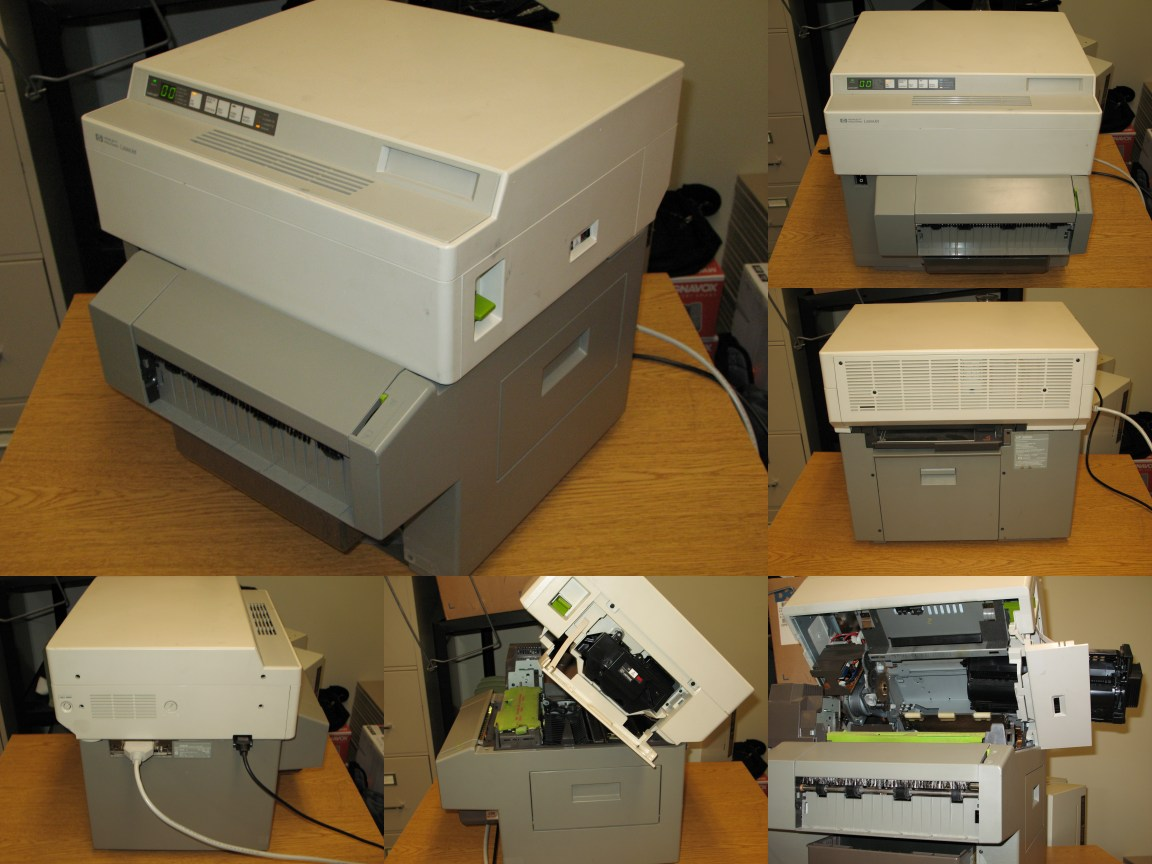
LaserJet 500 Plus 1986 года

В серии HP LaserJet применяются наработки Canon в области электрофотографии. Этот факт, а также использование собственного языка описания страниц PCL (Printer Command Language) позволили компании HP не только повысить скорость выполнения заданий на печать, но и получить конкурентное преимущество перед Apple. Благодаря этому LaserJet вышел на год раньше, чем LaserWriter, и стоил на 1000 долларов меньше.

## История
В мае 1984 года компания Hewlett-Packard (HP) представила первую модель серии LaserJet на выставке COMDEX, посвящённой телекоммуникационным технологиям. Модель обеспечивала разрешение 300 dpi и печатала со скоростью 8 страниц в минуту. Цена на момент выхода составляла 3 495 долларов (в сентябре 1985 года снижена до 2 995 долларов).
В 1990 году вышел первый принтер LaserJet стоимостью ниже 1000 долларов — модель IIP. 
В 1992 году Hewlett-Packard выпустила принтер LaserJet 4, который помимо демократичной цены имел разрешение 600 dpi, а, следовательно, позволял получать качественные отпечатки в домашних условиях.
Первый цветной лазерный принтер в серии LaserJet вышел осенью 1994 года. Средняя стоимость отпечатка, полученного с помощью первого принтера Color LaserJet, составляла менее 10 центов.

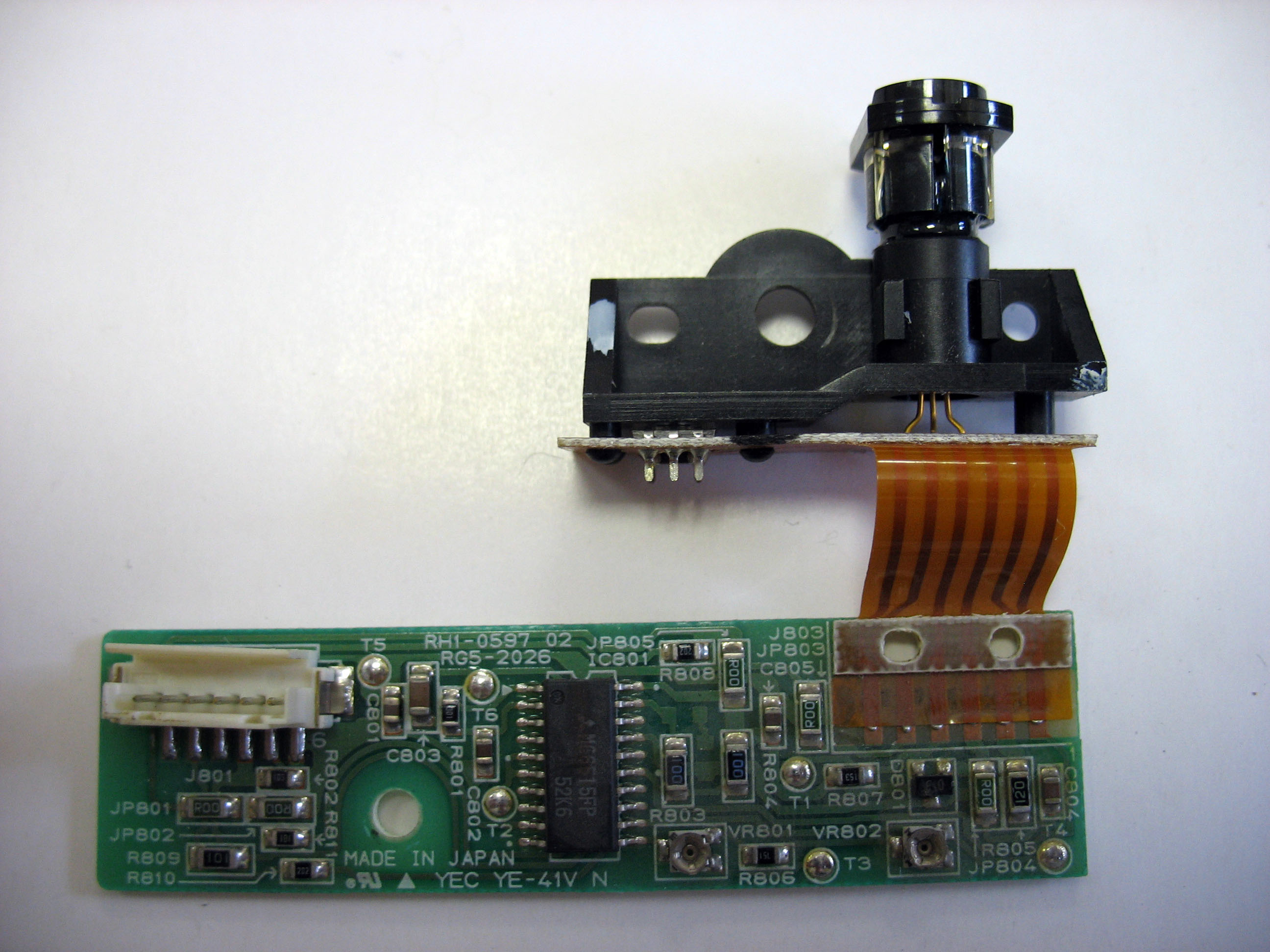
Лазерный светодиод и плата управления из принтера LaserJet 5L 1995 года.

Апрель 1998 года ознаменовался выходом первого рассчитанного на массовый рынок МФУ НР LaserJet 3100, совмещавшего функции принтера, копировального аппарата, сканера и факса.

### 2000-е годы
К концу 2000 года было продано около 50 000 000 (пятидесяти миллионов) принтеров серии LaserJet.

### Ключевые инновации
- Весна 1984 – Первый HP LaserJet
- Осень 1994 – Первый цветной HP LaserJet
- Весна 1997 – Первое МФУ
- Весна 2006 – самый маленький в мире LaserJet
- Лето 2011 – HP Extraordinary Colors
- Весна 2015 – JetIntelligence

### Первые в индустрии
- Весна 1984 – персональный лазерный принтер
- Март 1991 – печать через сеть Ethernet
- Апрель 1993 – Web Jetadmin
- Ноябрь 2005 – Universal Print Driver

## Маркировка моделей
Для удобства потребителей названия моделей включают буквенные суффиксы, отражающие функции устройства (расставлены в алфавитном порядке):
- D — дуплекс — автоматическая двусторонняя печать;
- F — встроенный факс;
- S — для укладчика бумаги, устройства, которое увеличивает ёмкость выходного лотка;
- N — поддержка локальной сети (LAN);
- M — для компьютеров Macintosh;
- P — принтеры, позиционирующиеся для дома и малого офиса;
- W — поддержка Wi-Fi;
- L — лёгкий — только один лоток для бумаги.